# Edgar San Juan
Edgar San Juan (Ciudad de México, México; mayo de 1970) es un guionista y productor cinematográfico mexicano. San Juan estudió Ciencia Política en el Instituto tecnológico Autónomo de México (ITAM) y posteriormente en el Centro de Capacitación Cinematográfica (CCC), de donde se recibió en la especialidad de Guion Cinematográfico; también cursó la especialidad de Producción Cinematográfica en la ESCAC de Barcelona Actualmente es director de Film Tank, empresa creadora de películas y contenidos digitales.
Ha sido parte de jurado de proyectos cinematográficos en diversos países de Latinoamérica, así como académico del  Centro de Capacitación Cinematográfica (CCC) y en la Universidad de la Comunicación en México.
En diciembre de 2018 fue nombrado Subsecretario de Desarrollo Cultural de México por Alejandra Frausto Guerrero, aunque presentó su renuncia el 15 de agosto de 2019.

## Distinciones
Con Una bala obtuvo el premio al mejor cortometraje en el Festival de Cine ShortShorts de Tokio, en el Festival Internacional de Cine de San Sebastián, en el Festival Internacional de Toulouse y en la Muestra Internacional de São Paulo.
En el 2008, Norteado, de la que fue guionista y productor, obtuvo tres premios de Cine en Construcción: el premio de TVE, el de la Casa de América y el de la Industria.
 Norteado obtuvo numerosos reconocimientos en Festivales de todo el mundo. San Juan es Coproductor de La Nana, cinta dirigida por Sebastián Silva que ganó el premio a mejor Película extranjera en el Festival de Sundance 2009. https://www.imdb.com/event/ev0000631/2009/1/
También escribió y produjo la cinta Chalán, hito por su manejo en redes y por haber sido la primera película estrenada en la web para todo México.https://www.imdb.com/title/tt2528876/?ref =nv sr srsg 0
En 2021 San Juan coescribió y produjo Mal de Ojo, la tercera cinta mexicana más taquillera del 2022 y como productor marcó un precedente al presentar los resultados de la cinta al haber sido apoyada por medio del Eficine https://twitter.com/edgarsanjuanp/status/1612846099504537600

## Filmografía
Edgar San Juan ha participado, como productor, guionista o director en las siguientes películas:
| Año  | Título                   | Crédito                 | Director                       | País         |
| ---- | ------------------------ | ----------------------- | ------------------------------ | ------------ |
| 2002 | Una Bala                 | Codirector y guionista  | Ibon Antuñano / Edgar San Juan | México       |
| 2004 | Clown                    | Productor               | Stephen Lynch                  | España       |
| 2005 | Ayss                     | Productor y guionista   | Issa García-Ascot Ogarrio      | México       |
| 2009 | La Nana                  | Coproductor             | Sebastián Silva                | Chile/México |
| 2009 | Norteado                 | Productor y guionista   | Rigoberto Pérez Cano           | México       |
| 2009 | Un día menos             | Productor               | Dariela Ludlow                 | México       |
| 2011 | Sitios prestados al aire | Productor ejecutivo     | Maider Oleaga                  | México       |
| 2011 | Juan y la Borrega        | Productor ejecutivo     | J. Xavier Velasco              | España       |
| 2011 | El pescador              | Productor               | Samantha Pineda /Davy Giorgi   | Francia      |
| 2012 | La Sirga                 | Coproductor             | William Vega                   | Francia      |
| 2012 | Chalán                   | Productor y guionista   | Jorge Michel Grau TV Movie     | México       |
| 2014 | Los Ausentes             | Productor               | Nicolás Pereda                 | México       |
| 2023 | Mal de Ojo               | Coguionista y Productor | Isaac Ezban                    | México       |